# ارتباطات زیستی
ارتباطات زیستی (انگلیسی: Biocommunication) یا ارتباطات بیولوژیک در مطالعهٔ علوم زیست‌شناسی، به نوع ویژه‌ای از ارتباط درون‌گونه‌ای یا بین‌گونه‌ای گیاهان، جانوران، قارچ‌ها، تک‌یاختگان و میکروارگانیسم‌ها گفته می‌شود. این ارتباطات شامل برهمکنش‌های مرتبط با سه سطح از قوانین جمله‌شناسی، کاربردشناسی و معناشناسی است.
نشانه‌ها در اکثر موارد مولکول‌های شیمیایی، نیمه‌شیمیایی، لمسی، یا در جانوران به شکل دیداری و شنیداری. ارتباطات زیستی جانوران می‌تواند شامل ادای صوتی (بین گونه‌های پرندگان مشابه) یا تولید فِرومون (بین گونه‌های مختلف حشرات)، سیگنال‌های شیمیایی بین گیاهان و جانوران (همان‌طور که در تولید تانین توسط گیاهان آونددار برای هشدار دادن به حشرات استفاده می‌شود) و ارتباط شیمیایی میان گیاهان و درون گیاهان باشد.
ارتباط بیولوژیک قارچ‌ها نشان می‌دهد که بدون ارتباطات میسلیایی متابولیسم بین عصبی باکتری‌های گیاهی قارچ‌ها و سلول‌های ریشه گیاه نمی‌توان تغذیه گیاهان را ساماندهی کرد.